# Скарперія-е-Сан-П'єро
Скарперія-е-Сан-П'єро (італ. Scarperia e San Piero) — муніципалітет в Італії, у регіоні Тоскана,  метрополійне місто Флоренція. Муніципалітет утворено 1 січня 2014 року шляхом об'єднання муніципалітетів Сан-П'єро-а-Сьєве, Скарперія.
Скарперія-е-Сан-П'єро розташований на відстані близько 250 км на північ від Рима, 21 км на північ від Флоренції.
Населення — 12 076 осіб (2013).

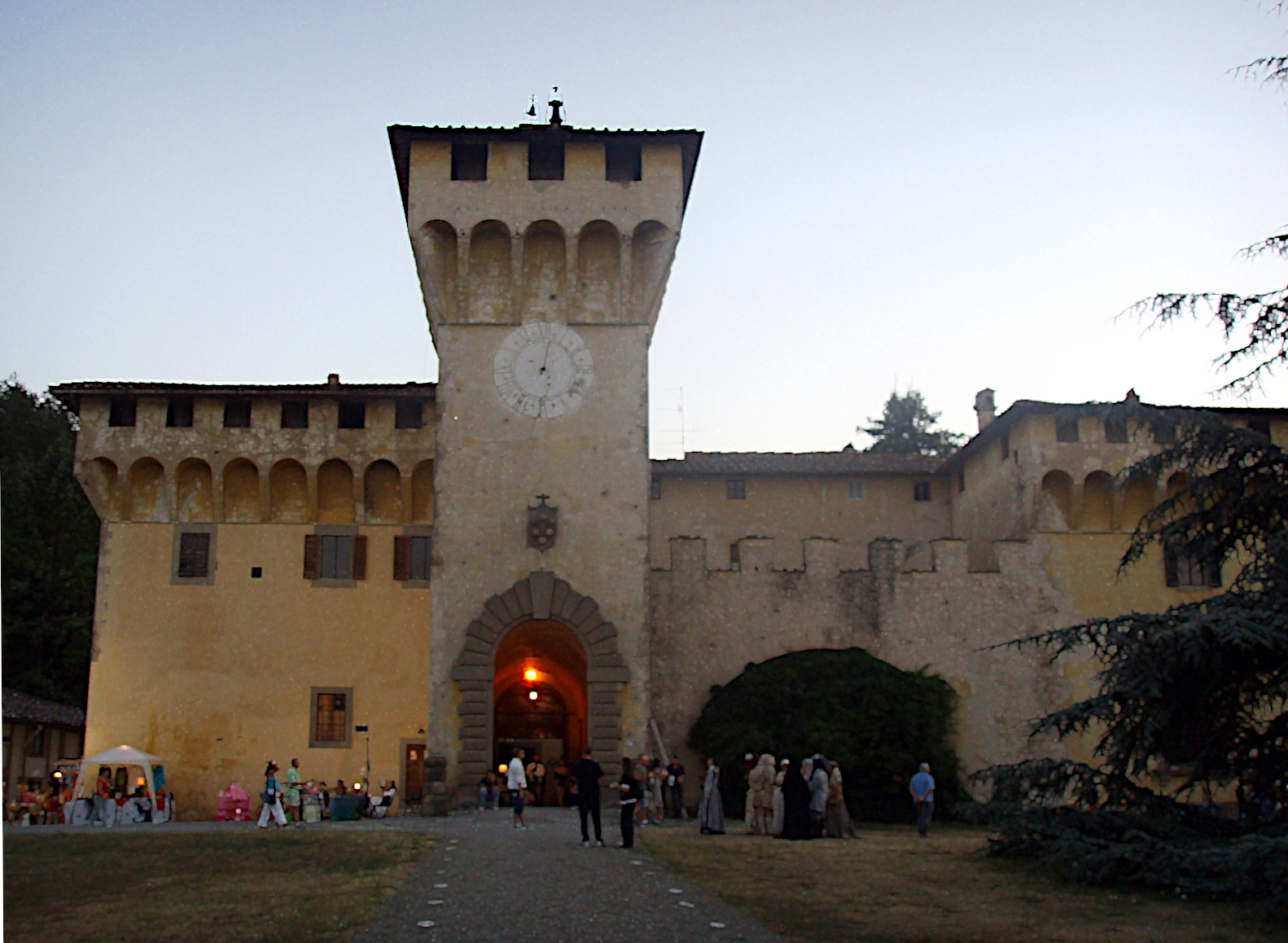

Щорічний фестиваль відбувається 29 червня. Покровитель — San Pietro.

## Демографія
Населення за роками:

## Сусідні муніципалітети
- Барберино-ді-Муджелло
- Борго-Сан-Лоренцо
- Каленцано
- Валья
- Фіренцуола